# Adopcja
Adopcja (łac. adoptio), przysposobienie, usynowienie – forma przyjęcia do rodziny osoby obcej, stwarzająca stosunek podobny do pokrewieństwa. Jest to przybranie dziecka (często w wieku dziecięcym) za swoje.

## Historia
W starożytnym Rzymie polegała na przejęciu pod władzę ojcowską syna lub córki z innej rodziny. Adopcja przeprowadzana była w obecności pretora lub namiestnika. Nie była wymagana zgoda adoptowanego. Powodem przeprowadzania adopcji była najczęściej potrzeba utrzymania ciągłości rodu.
Polskie prawo zna adopcję od XIII w. Szczególnymi rodzajami przysposobienia były adopcja braterska i adopcja do herbu.

## W polskim prawie współczesnym
Współcześnie w polskim prawie adopcja występuje pod nazwą przysposobienie i rozumiana jest jako prawne uznanie obcego biologicznie dziecka za własne. Proces adopcji regulują przepisy kodeksu rodzinnego i opiekuńczego (art. 114-127). Pomocnicze przepisy znajdują się w ustawie z 9 czerwca 2011 o wspieraniu rodziny i systemie pieczy zastępczej (Dz.U. z 2025 r. poz. 49).
O przysposobieniu orzeka sąd opiekuńczy po przeprowadzeniu rozprawy (art. 586 kodeksu postępowania cywilnego).
Głównym i nadrzędnym celem adopcji jest dobro dziecka. Adoptować można jedynie osobę małoletnią, czyli osobę, która nie ukończyła jeszcze 18. roku życia i nie wstąpiła w związek małżeński. Jeśli dziecko ukończyło 13 lat, wymagana jest jego zgoda do orzeczenia adopcji, chyba że nie jest do tego zdolne albo traktuje przysposabiających jako swoich rodziców. Rodzice, o ile nie są nieznani i nie pozbawiono ich władzy rodzicielskiej, także muszą wyrazić zgodę na adopcję. Nie jest to możliwe, jeśli dziecko nie ukończyło jeszcze 6 tygodni.
Polskie prawo wyróżnia:
- przysposobienie pełne rozwiązywalne
- przysposobienie niepełne (powodujące powstanie wyłącznie stosunku między przysposabiającym a przysposobionym)
- przysposobienie pełne nierozwiązywalne[5].

Przez przysposobienie między stronami powstaje stosunek podobny do pokrewieństwa. Władza rodzicielska naturalnych rodziców gaśnie.
Dwa pierwsze rodzaje przysposobienia sąd może z ważnych powodów rozwiązać na żądanie strony stosunku przysposobienia, o ile nie zagrozi to dobru małoletniego dziecka. Również prokurator, Rzecznik Praw Obywatelskich i Rzecznik Praw Dziecka mogą wytoczyć powództwo o rozwiązanie przysposobienia (odpowiednio: na podstawie art. 127 KRO, art. 14 pkt 4 ustawy o RPO i art. 10 ust. 1 pkt 3 ustawy o RPD).

## W prawie międzynarodowym
- Europejska Konwencja o przysposobieniu dzieci sporządzona w Strasburgu 24 kwietnia 1967 r.[9]
- Konwencja o ochronie dzieci i współpracy w dziedzinie przysposobienia międzynarodowego, sporządzona w Hadze 29 maja 1993 r.[10]
- Konwencja o prawach dziecka (1989) w art. 20 i 21 oraz II Protokół Dodatkowy w sprawie handlu dziećmi, dziecięcej prostytucji i dziecięcej pornografii (2000) w art. 3[11]